# رآنیمانیا
رآنیمانیا جشنواره بین‌المللی فیلم انیمیشن و هنر کمیک ایروان (ارمنی: ՌեԱնիմանիա؛ انگلیسی: ReAnimania International Animation Film & Comics Art Festival of Yerevan) در سال ۲۰۰۸ توسط ورژ کاسونی، کارتونیست، نقاشی و پویانما بنیانگذاری شد تا شروع جدیدی برای صنعت انیمیشن در ارمنستان باشد.

## یادداشت
1. ↑  Vrej Kassouny